# La principessa della ciarda
La principessa della ciarda (titolo originale Die Csárdásfürstin o in ungherese Csárdáskirálynő) è un'operetta in tre atti di Leo Stein e Béla Jenbach, con le musiche di Emmerich Kálmán, andata in scena allo Johann Strauß-Theater di Vienna con successo il 17 novembre 1915 diretta da Artur Guttmann con Mizzi Günther (533 recite).

## Numeri musicali

### Atto I
- Preludio
- Entrata di Silva/coro: Haia! Haia! È sui monti il paese mio bel
- Marcia Feri/Boni e coro: Furbetta, divetta
- Duetto Silva/Edvino: Spesso il cuore s'innamora
- Canzone di Boni/Coro: Ma senza donne
- Romanza e Ciarda: Sì, perché un demone
- Finale atto I

### Atto II
- Introduzione
- Coro-valzer: Fiammeggia la sala
- Duetto Edvino/Stasi: Rondinella
- Duetto Silva/Edvino: L'ora d'amor
- Quartetto Silva/Edvino/Stasi/Boni: Hurrà! Hurrà!
- Duetto comico Stasi/Boni: È quest'amore
- Duetto Silva/Edvino: Canta un coro di angioletti
- Finale atto II

### Atto III
- Intermezzo
- Terzetto Annilte/Feri-Boni: Mamma Bel core
- Duetto Stasi/Boni
- Finale atto III

## Trama

### Atto primo
All'Orpheum, mondano locale di Budapest, regna incontrastata la bellissima canzonettista Silva Varescu che, chiamata la Principessa della ciarda, dà il suo addio agli amici, in procinto di partire per una trasferta artistica negli Stati Uniti. Il Principe Edvino Carlo di Lippert-Weylersheim, innamorato della Principessa della ciarda, si impegna davanti ad un notaio per sposare Silva entro otto settimane. Edvino Carlo viene poi richiamato a Vienna dai genitori che lo hanno promesso sposo alla Contessa Stasi. Edvino, controvoglia, è costretto a tornare nel palazzo paterno.

### Atto secondo
Nel palazzo del Principe Lippert-Weylersheim si celebra il fidanzamento fra Edvino e Stasi. Silva, ritornata dagli Stati Uniti, lo viene a sapere e si presenta al ricevimento assieme al Conte Boni, amico di famiglia, spacciandosi per sua moglie. L'arrivo improvviso suscita prima la gelosia di Edvino che si tramuta in dolcezza verso l'amata. Boni, su ordine di Silva, corteggia Stasi non lasciando indifferente la fanciulla. Silva, dopo aver ricevuto una nuova dichiarazione d'amore da parte di Edvino, mostra ai convitati l'impegnativa scritta davanti al notaio e annuncia di essere una principessa, la Principessa della ciarda. È lo scandalo, i genitori di Edvino non potrebbero mai tollerare che il discendente della gloriosa casata di Lippert-Weylersheim sposi una canzonettista. Silva, fra le lacrime, abbandona la festa.

### Atto terzo
In un albergo di Vienna si trova Feri, un aristocratico amico di Edvino, che ha accompagnato da Budapest la troupe in procinto di imbarcarsi per gli Stati Uniti. Nello stesso albergo, arriva anche la famiglia di Edvino: Feri riconosce nella principessa, la madre di Edvino, una famosa cantante che anni prima si era ritirata dalle scene. Viene così a cadere il motivo dello scandalo di un matrimonio tra un principe e una canzonettista: Edvino e Silva coronano il loro sogno d'amore e Boni fa lo stesso con Stasi. Mentre la guerra si avvicina dopo l'assassinio del principe ereditario a Sarajevo, la compagnia teatrale - inconsapevole del pericolo - si mette in salvo partendo per gli Stati Uniti insieme alle due felici coppie di novelli sposi.

## Versioni cinematografiche
- Die Czardasfürstin, regia di Emil Leyde (1919)
- Princesse Czardas, regia di André Beucler e Georg Jacoby (1934)
- Die Czardasfürstin, regia di Georg Jacoby (1934)
- Sil'va, regia di Alessandro Ivanovski (URSS, 1944)
- Die Csardasfürstin, regia di Georg Jacoby (1951)
- Csárdáskirálynő, regia di Miklós Szinetár (1971) con Anna Moffo e René Kollo, DVD Deutsche Grammophon
- Сильва, regia di Jan Frid (URSS, 1981)

## Discografia parziale
- Die Csárdásfürstin - Anneliese Rothenberger/Nicolai Gedda/Willy Mattes, Warner
- The Gypsy Princess - Richard Bonynge/Slovak Philharmonic Choir/Slovak Radio Symphony Orchestra, 2005 Naxos

## DVD parziale
- Die Csardasfurstin (The Gypsy Princess) (Opera Australia) - Richard Bonynge/The Australian Opera and Ballet Orchestra, Opus Arte